# Space Sentinels (série télévisée d'animation)
Space Sentinels est une série télévisée d'animation américaine en treize épisodes de 25 minutes produite par Filmation et diffusée du 10 septembre au 3 décembre 1977 sur le réseau CBS. Elle a été diffusée au départ avec un titre différent The Young Sentinels.
Cette série est inédite dans tous les pays francophones.

## Synopsis
Un trio de super héros composé d'Hercule, Mercury et Astraea défend la galaxie contre tous les dangers possibles. Ils sont informés des menaces grâce à un ordinateur ayant l'apparence d'un hologramme.

## Distribution

### Voix originales
- George DiCenzo : Hercule
- Evan C. Kim : Mercury
- Dee Timberlake : Astraea
- Lou Scheimer : M.O.

## Épisodes
1. Morpheus, la sinistre sentinelle (Morpheus, The Sinister Sentinel)
2. Les géants de l'espace (Space Giants)
3. Le voyageur du temps (The Time Traveler)
4. La sorcière (The Sorceress)
5. Le retour d'Anubis (The Return of Anubis)
6. Le magicien d'Od (The Wizard of Od)
7. La première sentinelle (The Prime Sentinel)
8. Commandant Némo (Commander Nemo)
9. Voyage vers le monde intérieur (Voyage to the Inner World)
10. Loki (Loki)
11. Fauna (Fauna)
12. La spore de Jupiter (The Jupiter Spore)
13. Le vaisseau monde (The World Ship)

## Production
Le personnage d'Hercule sera conservé pour la série The Freedom Force l'année suivante.

## DVD
- États-Unis :

L'intégrale de la série est sortie en DVD le 22 août 2006 chez BCI avec de nombreux bonus (Making of, interviews des créateurs, galeries photos, etc.). Les copies ont été restaurées pour l'occasion.